# Irène Tunc
Irène Tunc (Lione, 25 settembre 1934 – Versailles, 16 gennaio 1972) è stata una modella e attrice francese, vincitrice del titolo di Miss Côte d'Azur 1953 e Miss Francia 1954.

## Biografia
Fu eletta Miss Francia a Évian-les-Bains. Il titolo le aprì le porte del cinema, soprattutto quello italiano dove era molto richiesta. Tornò però presto in Francia, dove oltre a sporadiche apparizioni sullo schermo continuò a lavorare come indossatrice.
Nel 1958 sposò il regista belga Ivan Govar, il matrimonio durò fino al 1964.
In seguito sposò il regista Alain Cavalier che nel 2009 le dedicò il film Irene.
Fu una fra le 343 firmatarie della petizione denominata Manifesto delle 343, a favore dell'aborto.
Morì a soli 37 anni in un incidente stradale.

## Filmografia parziale

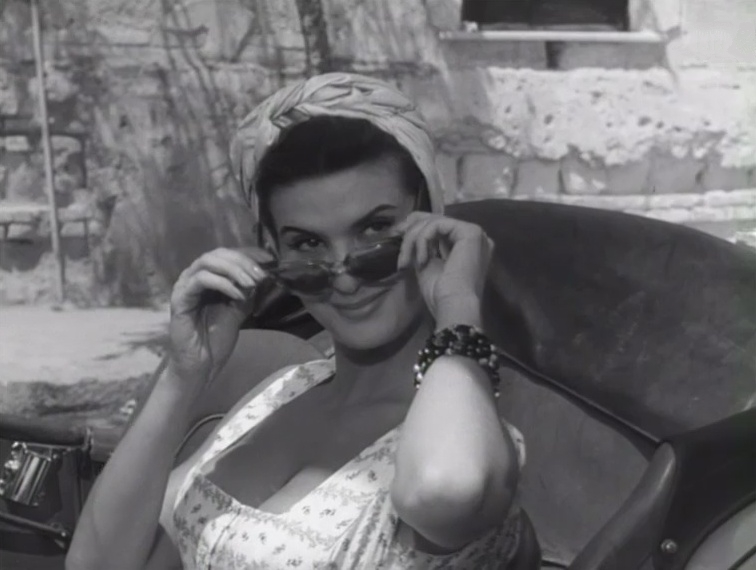
Irène Tunc nel film Lazzarella (1957)

- Camilla, regia di Luciano Emmer (1954)
- Bravissimo, regia di Luigi Filippo D'Amico (1955)
- Operazione notte, regia di Giuseppe Bennati (1955)
- Frou-Frou, regia di Augusto Genina (1955)
- Lazzarella, regia di Carlo Ludovico Bragaglia (1957)
- Afrodite, dea dell'amore, regia di Mario Bonnard (1958)
- La sposa, regia di Edmondo Lozzi (1958)
- Il cavaliere del castello maledetto, regia di Mario Costa (1958)
- Noi siamo due evasi, regia di Giorgio Simonelli (1959)
- Genitori in blue-jeans, regia di Camillo Mastrocinque (1960)
- Cavalcata selvaggia, regia di Piero Pierotti (1960)
- Il conquistatore d'Oriente, regia di Tanio Boccia (1960)
- La contessa azzurra, regia di Claudio Gora (1960)
- Le signore, regia di Turi Vasile (1960)
- Léon Morin, prete (Léon Morin, prêtre), regia di Jean-Pierre Melville (1961)
- I tre avventurieri (Les Aventuriers), regia di Robert Enrico (1967)
- Vivere per vivere (Vivre pour vivre), regia di Claude Lelouch (1967)
- Una notte per cinque rapine (Mise à sac), regia di Alain Cavalier (1967)
- La Chamade, regia di Alain Cavalier (1968)
- Je t'aime, je t'aime - Anatomia di un suicidio (Je t'aime, je t'aime), regia di Alain Resnais (1968)
- Le due inglesi (Les deux Anglaises et le continent), regia di François Truffaut (1971)

## Doppiatrici italiane
- Lilla Brignone in Afrodite, dea dell'amore
- Maria Pia Di Meo in Noi siamo due evasi
- Rosetta Calavetta in Le signore